# 보이치에흐 파브워프스키
보이치에흐 파브워프스키(폴란드어: Wojciech Pawłowski, 1993년 1월 18일, 폴란드 코샬린 ~ )는 폴란드의 축구 선수로 현재 폴란드 클럽인 우니아 야니코보에서 뛰고 있다.